# Tyler Miller
Tyler Austin Miller (ur. 12 marca 1993 w Woodbury) – amerykański piłkarz występujący na pozycji bramkarza, od 2025 roku zawodnik angielskiego Notts County.